# Luj I. od Neversa
Luj I. (fra. Louis; 1272. – 22. srpnja 1322.) bio je francuski plemić; grof Neversa (suo jure) i grof Rethela (de jure uxoris). Bio je sin grofa Roberta III. Flandrijskog i njegove supruge, grofice Jolande II. od Neversa te je naslijedio roditelje kao grof Neversa.
U prosincu godine 1290., Luj je oženio groficu Ivanu od Rethela te su njihova djeca bila:
- Ivana Flandrijska, vojvotkinja Bretanje
- Luj I. Flandrijski[2]

Luj je umro u Parizu prije svoga oca te tako nikad nije postao grof Flandrije.
| Prethodnik:                         | Grof Neversa | Nasljednik:        |
| Jolanda II. Robert III. Flandrijski | Grof Neversa | Luj I. Flandrijski |